# Vít Hofman
Vít Hofman (* 27. ledna 1992 Rakovník) je český tiskový mluvčí, moderátor, žurnalista, od roku 2015 tiskový mluvčí Magistrátu hlavního města Prahy.

## Život

### Studium
Narodil se v roce 1992 v Rakovníku. Mediálnímu prostředí a moderování se věnoval již od střední školy, na Gymnázium J. A. Komenského v Nové Strašecí studoval 2 roky předmět mediální výchova.[zdroj⁠?!] V lednu 2015 absolvoval bakalářský program mediální a komunikační studia na Fakultě sociálních studií Masarykovy univerzity v Brně, tématem jeho absolventské práce byla „Rozhlasová reportáž: Problematika výuky Mediální výchovy na českých školách“.

### Kariéra
Od října 2011 do června 2013 byl tiskovým mluvčím projektu Řemeslo žije!, který realizoval Magistrát hlavního města Prahy společně s Hospodářskou komorou hlavního města Prahy. Na městském úřadě v Novém Strašecí od listopadu 2013 spolupracoval na projektech v oblasti komunikace, zasedal mimo jiné v komisi pro informovanost a komunikaci a v komisi pro rozvoj turistiky a zahraniční styky. Působil také v ekologické neziskové organizaci Arnika, kde od října 2014 do května 2015 vedl projekt na záchranu levhartů sněžných.
Od 10. června 2015 nastoupil jako tiskový mluvčí Magistrátu hlavního města Prahy, kde vystřídal Petru Hrubou.

### Zájmy
Věnuje se běhu.